# بيتر إبدون
بيتر ديفيد ابدون (بالإنجليزية: Peter Ebdon)‏ (27 أغسطس 1970)  هو لاعب سنوكر محترف إنجليزي فاز ببطولة العالم للسنوكر في عام 2002.

## روابط خارجية
- بيتر إبدون على موقع IMDb (الإنجليزية)
- بيتر إبدون على موقع AZBilliards.com (الإنجليزية)
- بيتر إبدون على موقع CueTracker.net (الإنجليزية)
- بيتر إبدون على موقع بطولة العالم للسنوكر (الإنجليزية)
- بيتر إبدون على موقع اللجنة الأولمبية الصينية (الإنجليزية)